# Salkehatchie River
Der (Big) Salkehatchie River (früher auch Salt Ketcher oder Saltketcher genannt) ist ein Schwarzwasserflusssumpf im Bundesstaat South Carolina im Südosten der Vereinigten Staaten. Er ist etwa 51 Meilen (82 km) lang.
Er entsteht unweit der Stadt Barnwell als Zusammenfluss zweier kleinerer Gewässer. Bevor der Fluss mit dem Little Salkehatchie River zusammen fließt und zusammen den Combahee River bildet, nimmt er Wasser aus dem Turkey Creek und dem Whippy Swamp auf. Der Combahee River mündet im Saint Helena Sound in den Atlantik.

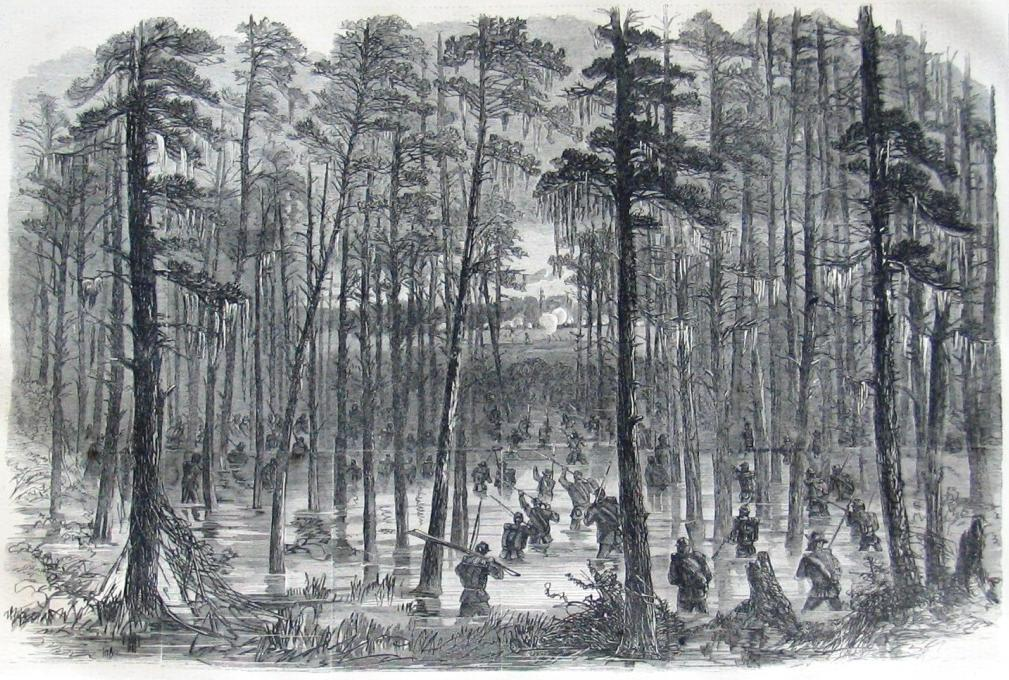
Unionstruppen durchqueren den Salkehatchie, Holzstich von Theodore R. Davis, 1865

Am Ufer siedelten verschiedene Indianerstämmen, insbesondere die Yamasee. Später wurde der Fluss mit den umliegenden Sümpfen von General Sherman während des Sezessionskrieges auf seinem Weg nach Columbia durchquert. Der Rivers Bridge State Park am Salkehatchie River erinnert an das Gefecht.